# Большой Макателем
Большой Макателем — село, Большемакателемского сельсовета, Первомайского района, Нижегородской области России.

## Население
| 2002 | 2010 |
| ---- | ---- |
| 421  | ↘406 |

Национальный состав
Согласно результатам переписи 2002 года, в национальной структуре населения русские составляли  87% из 421 человек.

## Достопримечательности
Поблизости усадьба А. Н. Карамзина